# Condado de Kosciusko
O Condado de Kosciusko é um dos 92 condados do estado americano de Indiana. A sede do condado é Warsaw, e sua maior cidade é Warsaw. O condado possui uma área de 1 436 km² (dos quais 44 km² estão cobertos por água), uma população de 74 057 habitantes, e uma densidade populacional de 53 hab/km² (segundo o censo nacional de 2000). O condado foi fundado em 1836.